# Diócesis de Andong
La diócesis de Andong (en latín: Dioecesis Andongen(sis) y en coreano: 천주교 안동교구) es una circunscripción eclesiástica latina de la Iglesia católica en Corea del Sur, sufragánea de la arquidiócesis de Daegu. La diócesis tiene al obispo John Chrisostom Kwon Hyok-ju como su ordinario desde el 16 de octubre de 2001.

## Territorio y organización
La diócesis extiende su jurisdicción sobre los fieles católicos de rito latino residentes en las ciudades de Mungyeong, Sangju, Andong, Yeongju y los condados de Bonghwa, Yeongdeok, Yeongyang, Yecheon, Uljin, Uiseong y Cheongsong en la provincia de Gyeongsang del Norte. 
La sede de la diócesis se encuentra en la ciudad de Andong, en donde se halla la Catedral de la Inmaculada Concepción.
En 2018 la diócesis estaba dividida en 104 parroquias.

## Historia
La diócesis fue erigida el 29 de mayo de 1969 con la bula Quae in Actibus del papa Pablo VI separando territorio de la arquidiócesis de Daegu y de la diócesis de Wonju.

## Episcopologio
- René Marie Albert Dupont, M.E.P. † (29 de mayo de 1969-6 de octubre de 1990; renunció)
- Ignatius Pak Sok-hi † (6 de octubre de 1990-4 de octubre de 2000; falleció)
- John Chrisostom Kwon Hyok-ju, desde el 16 de octubre de 2001

## Estadísticas
De acuerdo al Anuario Pontificio 2019 la diócesis tenía a fines de 2018 un total de 51 359 fieles bautizados.
| Año                                                                             | Población            | Población | Población      | Sacerdotes | Sacerdotes    | Sacerdotes    | Bautizados por sacerdote | Diáconos permanentes | Religiosos | Religiosos | Parroquias |
| Año                                                                             | Bautizados católicos | Total     | % de católicos | Total      | Clero secular | Clero regular | Bautizados por sacerdote | Diáconos permanentes | Varones    | Mujeres    | Parroquias |
| ------------------------------------------------------------------------------- | -------------------- | --------- | -------------- | ---------- | ------------- | ------------- | ------------------------ | -------------------- | ---------- | ---------- | ---------- |
| 1970                                                                            | 27 742               | 1 713 880 | 1.6            | 25         | 7             | 18            | 1109                     |                      | 18         | 32         | 19         |
| 1980                                                                            | 30 038               | 1 540 000 | 2.0            | 29         | 16            | 13            | 1035                     |                      | 16         | 50         | 21         |
| 1990                                                                            | 39 908               | 1 787 000 | 2.2            | 32         | 24            | 8             | 1247                     |                      | 12         | 93         | 24         |
| 1999                                                                            | 42 771               | 915 760   | 4.7            | 46         | 42            | 4             | 929                      |                      | 4          | 147        | 29         |
| 2000                                                                            | 43 437               | 935 675   | 4.6            | 49         | 48            | 1             | 886                      |                      | 1          | 156        | 31         |
| 2001                                                                            | 44 350               | 906 573   | 4.9            | 51         | 50            | 1             | 869                      |                      | 1          | 157        | 31         |
| 2002                                                                            | 44 130               | 889 832   | 5.0            | 51         | 50            | 1             | 865                      |                      | 1          | 151        | 31         |
| 2003                                                                            | 44 211               | 844 396   | 5.2            | 54         | 53            | 1             | 818                      |                      | 1          | 170        | 32         |
| 2004                                                                            | 44 666               | 846 476   | 5.3            | 58         | 54            | 4             | 770                      |                      | 4          | 171        | 33         |
| 2006                                                                            | 45 283               | 785 472   | 5.8            | 63         | 57            | 6             | 718                      |                      | 7          | 169        | 35         |
| 2012                                                                            | 47 837               | 761 000   | 6.3            | 67         | 63            | 4             | 713                      |                      | 6          | 169        | 38         |
| 2015                                                                            | 49 487               | 728 959   | 6.8            | 75         | 63            | 12            | 659                      |                      | 13         | 168        | 39         |
| 2018                                                                            | 51 359               | 717 858   | 7.2            | 79         | 69            | 10            | 650                      |                      | 11         | 122        | 104        |
| Fuente: Catholic-Hierarchy, que a su vez toma los datos del Anuario Pontificio. |                      |           |                |            |               |               |                          |                      |            |            |            |